# Madanpur
Madanpur là một thị trấn thống kê (census town) của quận Nadia thuộc bang Tây Bengal, Ấn Độ.

## Địa lý
Madanpur có vị trí 23°01′B 88°29′Đ / 23,02°B 88,48°Đ Nó có độ cao trung bình là 9 mét (29 feet).

## Nhân khẩu
Theo điều tra dân số năm 2001 của Ấn Độ, Madanpur có dân số 12.029 người. Phái nam chiếm 52% tổng số dân và phái nữ chiếm 48%. Madanpur có tỷ lệ 81% biết đọc biết viết, cao hơn tỷ lệ trung bình toàn quốc là 59,5%: tỷ lệ cho phái nam là 85%, và tỷ lệ cho phái nữ là 76%. Tại Madanpur, 9% dân số nhỏ hơn 6 tuổi.